# Frédéric Jules Sichel
Frédéric Jules Sichel (Francoforte sul Meno, 14 maggio 1802 – Parigi, 11 novembre 1868) è stato un medico ed entomologo tedesco naturalizzato francese.

## Biografia
Sichel nacque a Francoforte sul Meno. Dal 1820 studiò medicina presso le università di Würzburg, Tubinga e Berlino, poi dal 1825 al 1829 lavorò come assistente dell'oculista Friedrich Jäger von Jaxtthal a Vienna. Nel 1829 si trasferisce a Parigi, dove nel 1833 riceve il suo dottorato con la tesi di laurea Propositions générales sur l'ophthalmologie, suivies de l'histoire de l'ophthalmie rhumatismale. Nel 1833 acquisì la cittadinanza francese.
Nel 1832 fondò la prima clinica oftalmica a Parigi e, per un certo periodo, fece dei corsi di oftalmologia presso l'Hôpital Saint-Antoine. È accreditato per aver portato l'oculistica moderna in Francia dall'Austria e dalla Germania. Sichel insegnò diversi veterinari famosi (Louis-Auguste Desmarres, Charles Deval, Charles de Hübsch e Wiktor Szokalski) alla sua clinica di Parigi. Egli era interessato nelle lingue orientali e nell'archeologia, scrivendo ampiamente sui sigilli dei medici romani. In entomologia si specializza in Hymenoptera - la sua collezione viene donata al Muséum National d'Histoire Naturelle. Sichel è morto a Parigi.

## Pubblicazioni
Archeologia
- Nouveau recueil de pierres sigillaires d'oculistes romains pour la plupart inédites... (V. Masson et fils, Paris, 1866).

Medicina
- Traité de l'ophthalmie, la cataracte et l'amaurose, pour servir de supplément au Traité des maladies des yeux de Weller (G. Baillière, Paris, 1837).
- Mémoire sur le glaucome (imprimerie de N.-J. Gregoir, Brussels, 1842).
- Iconographie ophthalmologique, ou description... des maladies de l'organe de la vue... Text accompagné d'un atlas de 80 planches... (J.-B. Baillière et fils, Paris, 1852-1859).

Entomologia
- Guide de la chasse des hyménoptères (Deyrolle fils, Paris, 1859, nuova  edizione nel 1868).
- Catalogus specierum generis Scolia (sensu latiori), continens specierum diagnoses, descriptiones synonymiamque, additis annotationibus explanatoriis criticisque conscripserunt Henricus de Saussure... (Catalogue des espèces de l'ancien genre Scolia, contenant les diagnoses, les descriptions et la synonymie des espèces, avec des remarques explicatives et critiques) (V. Masson et fils, Paris, 1864).